# John Vallier
John Vallier (1920-1991) est un pianiste et compositeur britannique classique, connu pour sa technique tonitruante et son beau chant, particulièrement admiré pour ses interprétations et ses performances de Chopin et Schumann. Il pouvait retracer ses origines musicales dans une ligne éminemment distinguée remontant à l'ère romantique du XIXe siècle. Son dernier récital solo au Royal Festival Hall de Londres a été suivi par Sa Majesté la Reine Mère.

## Biographie
La mère de John Vallier, Adela Verne, est une pianiste de son temps, contemporaine et même rivale de Paderewski, dont le professeur Leschetizky est un élève de Czerny, enseignant de Liszt. La tante et enseignante principale de John Vallier est Mathilde Verne, par l'intermédiaire de laquelle le jeune Vallier ainsi que les pianistes Salomon et Moura Lympany, et même la socialiste Lady Elizabeth Bowes-Lyon (plus tard la reine Elizabeth The Queen Mother, intègrent la célèbre école de piano de Londres. Mathilde Verne est elle-même la meilleure élève de Clara Schumann, dont elle a hérité un aperçu direct de la musique de son époux Robert Schumann et de leurs amis et collègues Mendelssohn, Chopin et Brahms.
Son père est Jean Vallier, une basse d'opéra réputé. John Vallier est plongé dès ses premières années dans les traditions les plus pures du jeu de piano agrémenté d'authenticité d'interprétation. Né en 1920, il n'a que 4 ans lorsqu'il apparaît en public pour la première fois, au Wigmore Hall de Londres.
Vallier donne son premier concert solo à l'âge de huit ans, c'est un enfant prodige donnant des récitals dans le sud de la France. Il est entendu par Moriz Rosenthal (l'élève de Liszt), qu'il impressionne beaucoup. Cependant, sa tante s'est sagement abstenue de développer le jeune talent trop tôt. Vallier est envoyé étudier à Vienne pendant 3 ans avec Walter Kerschbaumer, un élève de Busoni. Alfred Cortot le proclame brillant musicien ; plus tard, il travaille avec Edwin Fischer.

## Carrière
Il revient de Vienne en 1939 et s'apprête à partir en tournée aux États-Unis mais la guerre intervient. Contrairement à beaucoup de ses contemporains, et au grand dam de ses parents et de sa tante, Vallier sert directement pendant les années de guerre comme tireur d'élite avec un fusil. Il est démobilisé avec le grade de capitaine.
Il reprend sa carrière d'interprète et donne de nombreux concerts dont quelques récitals notables à Londres, au Royaume-Uni et certains en Europe. Avec sa mère à la BBC, il donne la première représentation télévisée du Concerto pour piano pour deux pianos de Mozart et la première représentation au Royaume-Uni du Deuxième Concerto pour piano de Dohnányi avec le Liverpool Philharmonic Orchestra. Il est l'un des derniers à improviser la cadence d'un concerto, en particulier Beethoven, et, en rappel, invite le nom d'un compositeur et la mélodie du public, puis improvise une pièce dans le style du compositeur suggéré. Il entreprend également un travail éducatif précieux en apportant de la musique classique aux enfants dans des régions du pays où les spectacles sont rares dans les années 1940 et au début des années 1950 dans les écoles de la WEA. Sa personnalité aimable l'aide énormément dans cette tâche. Cependant, sa carrière ne décolle pas comme l'avaient prédit ses années d'avant-guerre.
Il se tourne vers l'enseignement et la recherche musicologique. Il enseigne à Londres, au London College of Music. Au fil des années, il devient une autorité internationale sur Chopin. Il est un ami de longue date de l'expert de Chopin, Arthur Hedley, et donne plusieurs premières performances d'œuvres de Chopin récemment découvertes. Ces écrits et certains des écrits détaillés de Vallier sont publiés dans son Oxford University Press Chopin Edition (1986) .
Vallier reprend la concertation à la fin des années 1970 avec un immense succès. Le début de son concert de South Bank avec la sonate pour piano Paderewski en mi bémol mineur est retardé de 20 minutes en raison des files d'attente au box-office. Il suit les traces de sa mère avec des succès en tournée, notamment en Amérique latine. Il est acclamé internationalement pour sa virtuosité et sa perspicacité stylistique. Un récital Chopin au Carnegie Hall de New York en 1983 est particulièrement bien reçu, et Vallier devait retourner en tournée aux États-Unis l'année suivante.

## Fin de vie
Vallier retourne aux studios CBS de Londres pour des enregistrements, mais remarque un problème avec sa respiration. Un cancer du poumon lui est diagnostiqué. En 1984, il se fait enlever un poumon, ce qui lui cause une cicatrice de 22 pouces sur le dos, et il contracte ensuite la grippe pleurale, la prostatite et le zona. Il doit prendre des analgésiques, à raison de 3 000 comprimés par an. Malgré toutes ces difficultés, il retourne à nouveau sur la plate-forme de concert, dans un récital solo en 1986 au Royal Festival Hall de Londres, en présence de Sa Majesté la Reine Mère. Bien que guéri depuis 5 ans du cancer, une deuxième primaire (un cas rare) se produit malheureusement dans son autre poumon. Il meurt en juin 1991, à l'âge de 71 ans.

## Style musical
Vallier a hérité de la tradition musicale familiale ainsi que des partitions musicales annotées de marquages techniques et interprétatifs de Paderewski et Clara Schumann. Peut-être sans surprise étant donné son pedigree musical, Vallier était particulièrement à l'aise avec la musique des romantiques. Il avait une approche orchestrale forte de la performance, avec un large éventail de dynamiques, d'excitation, de technique de pédale subtile, le tout embelli par un son legato chant (une caractéristique principale des enseignements de Clara Schumann). Il possédait une technique formidable, mais était un homme de petite taille et malgré une puissance considérable dans les performances, il maintenait une position restreinte au clavier.

## Archives
Les partitions annotées et divers souvenirs musicaux transmis à John Vallier continuent de survivre aujourd'hui dans les archives familiales. La collection comprend des partitions de la musique de Robert Schumann contenant les annotations personnelles de Clara Schumann ; le bâton de direction de Robert Schumann (avec lequel Schumann dirigea la première représentation de sa symphonie rhénane en 1851) ; les lettres de Clara Schumann ; son écritoire et son marque-page en or ; les partitions musicales annotées par Ignace Jan Paderewski, le grand pianiste et homme d'État polonais ; les peintures de Sir Hubert Von Herkomer, RA ; etc.
Les extraits présentés ici proviennent de la dernière page du Concerto pour piano en la mineur de Schumann avec une dédicace à Mathilde Verne de Clara Schumann :

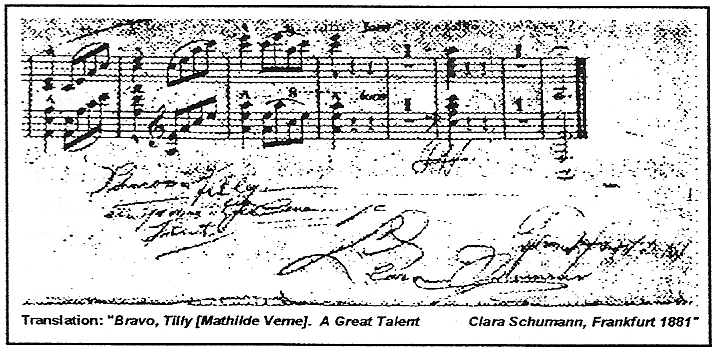

et la première page de la Sonate en mi bémol mineur op. 23, avec la dédicace du compositeur à Adela Verne :

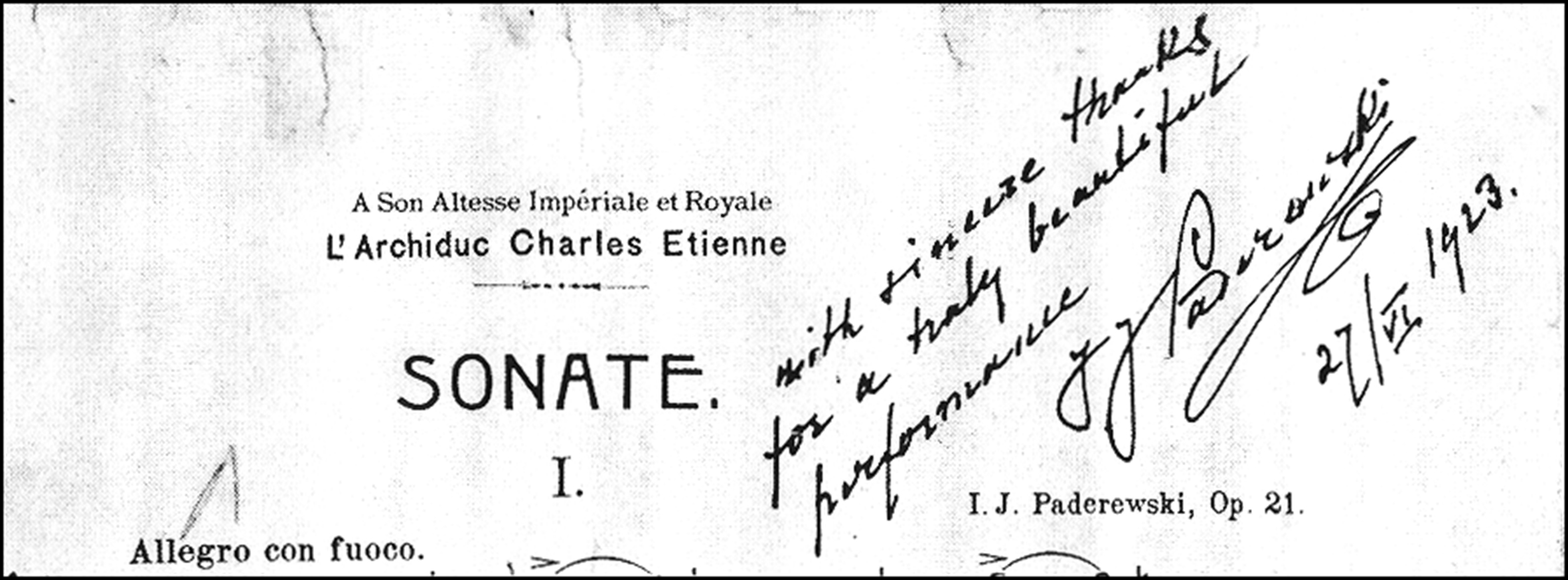

## Compositions
La production de Vallier est modeste en tant que compositeur et ses œuvres sont essentiellement des miniatures finement conçues pour le piano. Sa Toccatina gagne une popularité particulière et est d'abord enregistrée par Benno Moiseiwitsch  et plus tard par Marc-André Hamelin (2001). Witches 'Ride (représentant les sorcières de Zennor, Cornwall) est également populaire et figure souvent dans ses propres rappels. Cependant, sa dernière œuvre est à grande échelle, son Concerto pour piano en la mineur, une commande du Royal Philharmonic Orchestra. Il l'a achevée deux jours avant sa mort.

## Vie privée
Son compagnon est tué pendant la guerre et, malgré plusieurs relations étroites plus tard, il reste seul. Il aimait la vitesse et a roulé pendant de nombreuses années sur un vélo Norton. C'était un athlète considérable, un bon coureur et joueur de cricket. Il était un artiste aristocratique, avec une myriade d'anecdotes, la plupart basées sur la vérité, beaucoup transmises par sa famille. Il y apporta un tempérament doux et sa modestie naturelle effacée qui le rendit attrayant pour beaucoup.